# Бувайдинский район
Бувайдинский район (тума́н; узб. Buvayda tumani / Бувайда тумани) — район в Ферганской области Узбекистана. Административный центр — городской посёлок Ибрат.

## История
Бувайдинский район был образован 13 февраля 1943 года (центр — село Бувайда) из 7 сельсоветов Багдадского района и 6 сельсоветов Молотовского района. 14 декабря 1959 года Бувайдинский район был упразднён, а его территория передана в Багдадский и Ленинградский районы. Восстановлен в 1973 году (с центром в селе Янгикурган). В 2015 году центр района — село Янгикурган был преобразован и переименован в городской посёлок Ибрат.

## География
Граничит с Багдадским, Учкуприкским, Алтыарыкским, Дангаринским районами Ферганской области и Папским, Мингбулакским районами Наманганской области.

## Административно-территориальное деление
По состоянию на 1 января 2011 года в состав района входят:
10 городских посёлков:
1. Аккурган,
2. Бувайда,
3. Зарбулок,
4. Ибрат,
5. Куйи Бачкир,
6. Куйи Урганжи,
7. Кум,
8. Чинабад,
9. Юкори Бачкир,
10. Юкори Найман.

11 сельских сходов граждан:
1. Аккурган,
2. Алкар,
3. Бекабад,
4. Бештерак,
5. Бувайда,
6. Джалаер,
7. Кунград,
8. Курганабад,
9. Узумзар,
10. Янгикадам,
11. Янгикурган.

62 населённых пункта:
1. Аим,
2. Актам,
3. Актепа,
4. Алимерган,
5. Алкар,
6. Араб,
7. Бачкир,
8. Бегабад,
9. Бештерак,
10. Бешхирмон,
11. Газначи,
12. Гуль,
13. Дамарик,
14. Дехканабад,
15. Джалаер,
16. Джау,
17. Джильва,
18. Ибрат,
19. Ингирчак,
20. Каламуш,
21. Камар,
22. Килавтепа,
23. Коратепа,
24. Куйимазар,
25. Куйи-Найман,
26. Кунград,
27. Курган,
28. Курганабад,
29. Курганча,
30. Кутарма,
31. Кыргызкурганча,
32. Мазар,
33. Мангит,
34. Маслахат,
35. Михчагар,
36. Пансат,
37. Суйказлар,
38. Таглик,
39. Ташараб,
40. Тепалик,
41. Тол,
42. Туда,
43. Туман,
44. Турук,
45. Узумзар,
46. Урта-кишлак,
47. Урта-Кунград,
48. Хакимтура,
49. Ханабад,
50. Хасанкурганча,
51. Хитай,
52. Чиркай,
53. Чуль,
54. Чутака,
55. Шалганараб,
56. Шур,
57. Шуртепа,
58. Юсупкурганча,
59. Яккатол,
60. Янгикадам,
61. Янгикишлак,
62. Янгихаёт.

## Достопримечательности
- Мемориальный комплекс Бувайда
- Мемориальный комплекс Подшо-Пирим